# 慕尼黑空难

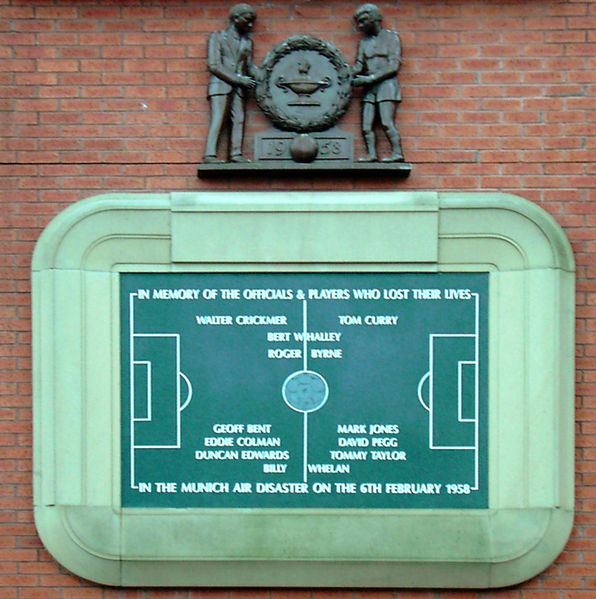
懸掛於老特拉福德球场的紀念牌匾

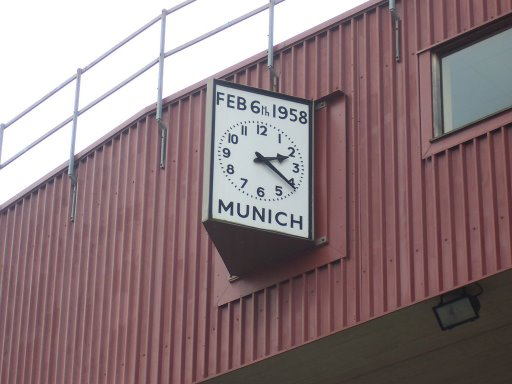
球場東南角紀念慕尼黑空難的時鐘

慕尼黑空難發生於1958年2月6日，載著英格蘭足球聯賽球隊曼徹斯特聯（簡稱「曼聯」）職業球員、球迷及隨隊記者的英國歐洲航空公司（British European Airways，即現在的英國航空公司）第609次航班空速「大使」型（Airspeed Ambassador）專機，在西德慕尼黑－里姆机场積雪的跑道上第三度嘗試起飛時失敗撞毀。機上44名乘客及機組人員當中23人罹難，罹難者包括8名曼聯球員及3名職員。

## 背景
歐洲聯賽冠軍盃成立於1955年，但礙於當時英格蘭甲組聯賽的賽制，第一屆歐洲聯賽冠軍盃並沒有英格蘭球隊參賽。次年，曼聯參與賽事，直至半決賽才負於該屆冠軍西班牙球隊皇家馬德里。當時的曼聯球員被稱為「巴斯比寶貝」（The Busby Babes），這是由於當時的曼聯領隊是馬特·巴斯比（Matt Busby），而隊內球員平均年齡只有22歲，而且絕大部份球員都是由球會的青訓系統所培養出來的優秀球員，故此曼聯被視為1957/58年球季歐洲聯賽冠軍盃的奪冠熱門之一。
英格蘭甲組聯賽賽事安排在星期六舉行，而歐洲杯賽則於周中舉行，為了遷就這種緊密賽程，乘坐飛機成為當時曼聯參與歐洲賽事的唯一可行方法。
曼聯於當屆四分之一决赛第二回合，抵達當時南斯拉夫的首都作客紅星隊。曼聯以3-3战平对手，兩回合計以5-4淘汰對方晉級。稍後球會為曼聯職球員安排英國歐洲航空公司編號為G-ALZU Lord Burghley的空速「大使」型專機返回英國，中途停留慕尼黑加油。
由於隨隊的曼聯球員尊尼·貝利遺失護照，班機延誤了一小時才由貝爾格萊德起飛。

## 經過
1958年2月6日，第609次航班在慕尼黑－里姆机场加油後準備起飛。由於首次起飛的過程中，機組人員發現引擎過度加速，所以放棄起飛。第二次試圖起飛但仍然發現此問題，故再度放棄起飛，並決定將飛機拖回檢修。諮詢地面技師後，得知為該機型位於高緯度地區的毛病，確認解決方案後，乘客再度登機。機長詹姆士·泰恩（James Thain）於下午3時04分第三度嘗試起飛。飛機在跑道上加速，當速度達至V1時，速度突然驟降，正在抬升的鼻輪突然下降，衝出跑道後先撞毀機場圍欄，失控越過一條馬路後，左翼撞及附近一間民房，機身斷為兩截，左邊機身撞向一棵樹，右邊機身撞向一輛泊在營房裡面、裝滿了輪胎和燃料的卡車，並隨即發生爆炸。機上7名曼聯球員、曼聯球會秘書和一名訓練員當場罹難。當時年僅21歲、被喻為英格蘭明日之星的球員鄧肯·愛德華茲身受重傷，留院多日後終告不治。

## 事故調查與爭議
由於許多曼聯球員死於慕尼黑空難，當時引起一大喧騰，西德與英國雙方急於了解事故真相，但在調查事故的過程中也引起相關爭議。

### 西德方面的調查
事故起初，西德當局立即啟動調查，調查員漢斯萊可在當晚失事後六小時，到達現場展開調查。漢斯萊可檢視事故現場時，發現該機的機翼上有一層約八公分厚的積雪，而雪下則有一層冰，而僅只有引擎後方毫無積冰，認為冰塊是由於引擎運轉時吹走的。漢斯萊可當下便判定，飛機在失事之前就已經結上冰塊，認為機翼結冰為失事主因。翌日，調查員在檢視跑道尾端的胎痕時，發現飛機從頭到尾都未起飛，如此一來，漢斯萊可便確信609班機是因機翼積冰而無法起飛，速度過快撞上尾端建築而失事。至於機長回報引擎加速過度的問題，西德當局檢視飛航資料紀錄器後確認，引擎確實輸出足夠的推力，將引擎問題予以排除。
事故後數天，西德調查員質詢609班機的機長詹姆士·泰恩，主任調查員針對機翼結冰提出諸多質疑。西德當局發現，當天在機場起降的班機均開啟了除冰裝置，然而只有609班機並未開啟，導致機翼積冰。泰恩對此予以反駁，表示在前一趟飛行過程中，就已經開啟除冰裝置除冰，起飛前也確定機翼上的雪已經融化，足以安全起飛。對此，西德拿出一張民眾拍攝609班機的黑白照片，指照片中機翼上大片的白斑均為積冰。西德機場管理當局最初指是次空難的主因是機師沒有在起飛前為機翼進行除冰程序，而且對於起飛前機長與副機長更換位置一事已經擾亂飛行時的主導權，並對機長詹姆士·泰恩提出指控。

### 詹姆士·泰恩的調查
609班機的機長詹姆士·泰恩始終認為，機翼積冰並非空難的主因，但遭到西德政府指控、媒體大幅報導之下，詹姆士·泰恩在隔年隨即身敗名裂。事故後泰恩淪為農夫，決定全力洗刷自己的冤屈。
他開始蒐集與事故相關的證據。泰恩認為當時機翼上積冰並不足以造成飛機無法起飛，而是受到外力影響，檢視所有證據後，聲稱事故的原因應為堆積於跑道尾端的雪泥，而當時飛機滑入雪泥所在區域時尚未離地，致使飛機減速而起飛失敗。他發現在事發九年前，一架環加拿大航空的班機在溫哥華的機場起飛失敗，加拿大當局調查發現，由於當時積在跑道上的雪泥為事故主因，於是對全世界的航空公司警告，若跑道的雪泥厚達五公分以上就會影響飛機，令飛機無法達到起飛速度，所有飛機都不應該嘗試起飛。但泰恩當時任職的英歐航空並未採取任何行動，僅將警告書存留供日後參考。對於這項證據，西德方面則完全予以否認，堅稱積冰才是事故主因。
泰恩在事後對於西德堅稱積冰一事強力回絕，指出在事故當下，一名名為卡爾海茲賽佛的人曾在第一時間爬上機翼，試圖解救卡在殘骸中的副機長。而卡爾在接受調查員作證時也表示：「我爬到右翼上面，發現機翼或機身都沒有結冰，我當時穿著橡膠鞋，若有結冰，我應該會滑倒」。但西德在初審委員會時，對此證詞只唸出部分內容，對於機翼未結冰一事隻字未提；而目睹事故全程的德國航管員，也指認飛機滑過跑道雪泥時機鼻突然下垂，但在調查過程這些證詞仍不予採信，西德當局認為，航管員並非正式合格的航管員，都是一些實習生。唯一在作證時提到跑道雪泥的人為慕尼黑機場的主任，但他表示跑道雪泥都未達到五公分，甚至連一公分都不到。
1961年，英歐航空因違反駕駛艙不能更換位置的規定，正式解雇詹姆士·泰恩。被解雇後，泰恩仍繼續寫信給西德政府與英國政府，希望兩國能依據新證據重啟調查。西德政府終於在1965年，同意再度檢視慕尼黑空難。當時的英國皇家飛行研究院在英格蘭貝德福一處，研究跑道雪泥對於飛機的影響，發現飛機滑過雪泥時，原本的速度會突然驟降，這與慕尼黑空難的情況完全一致，但歷經兩天的聽證會，西德當局仍不採信新證據，堅稱：「由於駕駛互相交換位置，對情勢判斷的不同，也許會讓空難更加嚴重」。

### 英國方面的調查
1967年，英國首相哈羅德·威爾遜在一場曼聯的球賽之後對媒體表示，他認為詹姆士·泰恩受到西德政府不公平對待。此言論在英國下議院引發爭論，但最終英國政府仍決定對慕尼黑空難展開詳盡的調查。
1968年，英國的空難調查員開始調閱所有空難的證據，研究是雪泥還是積冰造成空難發生。英國當局對於西德政府提出的空難報告的正確性有所質疑。包含當時西德當局提出的照片，機翼上的白色斑點經過分析應該只是表面濕潤的反光。而西德調查員漢斯萊可於現場發現的積冰，許多專家均認為機翼上的積冰僅有五毫米厚，完全不足以阻礙飛機起飛，亦不會造成飛機失速。而當時在第一時間抵達現場的飛行員萊哈邁爾也作證表示：「我走過去檢查飛機機翼的殘骸，完全沒有看到結冰或者冰凍沉澱物，只有融雪」，萊哈邁爾也曾對西德主任調查員萊可表示此一現象，但萊可對此無法反駁。
1969年3月，英國政府正式發表調查報告，認為慕尼黑空難的主因為飛機起飛滑行至跑道末端時，跑道上堆積的雪泥令飛機突然減速，使飛機未能達到起飛所需速度，而跑道也沒有足夠的距離放棄起飛，導致飛機衝出跑道撞毀失事。

## 調查之後
雖然英國政府的報告終於證明了詹姆士·泰恩的清白。但英歐航空並未恢復他的工作，此後他都未曾再開過飛機。
而西德航空當局仍堅持飛機積冰才是空難主因，一直未撤銷對泰恩的控訴。
詹姆士·泰恩在自己蒐集慕尼黑空難的相關證據11年後，雖然得到美好的成果，但仍在洗刷冤屈之後的5年，於1974年去世，得年54歲。但其證據讓世界更認識雪泥對飛機起飛的影響，造福航空業。

## 罹難者名單

### 曼聯球員
|   | 罹難者        | （以英文姓氏首字母排序） | 附註                                                             |
| 1 |               | Bent, Geoff              | 為當時曼聯左、右後衛位置的球員                                   |
| 2 |               | Byrne, Roger             | 為當時曼聯隊長及正選左後衛球員，英格兰队主力边卫                 |
| 3 |               | Colman, Eddie            | 空難中最年輕的罹難者，時年僅21歲                                 |
| 4 | 邓肯·爱德华兹 | Edwards, Duncan          | 雙腿多重骨折、腎臟嚴重受創，留醫15日後傷重不治，英格兰队主力球员 |
| 5 |               | Jones, Mark              | 為當時曼聯正選球員                                               |
| 6 |               | Pegg, David              | 為當時曼聯正選左翼鋒球員                                         |
| 7 | 汤米·泰勒     | Taylor, Tommy            | 多產前鋒球員，為曼聯出戰的五年內，平均每三場賽事就攻入兩球       |
| 8 | 比利·维兰     | Whelan, Liam 'Billy'     | 前鋒球員                                                         |

### 曼聯職員
|    | 罹難者 | （以英文姓氏首字母排序） | 身份                                                                            |
| 9  |        | Crickmer, Walter         | 球會秘書（1926年-1958年）、亦曾兩度出任曼聯領隊（1931年-1932年、1937年-1945年） |
| 10 |        | Whalley, Bert            | 教練（1946年-1958年）                                                           |
| 11 |        | Curry, Tom               | 訓練員                                                                          |

### 其他
|    | 罹難者 （以姓氏首字母排序） | 身份                                                       | 附註                               |
| 12 | Cable, Tom                  | 空中服務員                                                 |                                    |
| 13 | Clarke, Alf                 | 曼徹斯特晚間時報（Manchester Evening Chronicle ）記者      |                                    |
| 14 | Davies, Don                 | 衛報（Manchester Guardian ）記者                           |                                    |
| 15 | Follows, George             | 每日先驅報（Daily Herald ）記者                            |                                    |
| 16 | Jackson, Tom                | 曼徹斯特晚報（Manchester Evening News ）記者               |                                    |
| 17 | Ledbrooke, Archie           | 每日鏡報（Daily Mirror）記者                               |                                    |
| 18 | Miklos, Bela                | 導遊                                                       |                                    |
| 19 | Rayment, Kenneth Ken        | 英籍副機師                                                 | 在空難中受重傷，留醫三個星期後不治 |
| 20 | Rose, Henry                 | 每日快報（Daily Express ）記者                             |                                    |
| 21 | Satinoff, Willie            | 曼聯球迷                                                   |                                    |
| 22 | Swift, Frank                | 世界新聞報（News of the World ）記者、前英格蘭及曼城守門員 |                                    |
| 23 | Thompson, Eric              | 每日郵報（Daily Mail ）記者                                |                                    |

## 倖存者名單

### 曼聯球員

#### 已過世
- 尊尼·貝利（Johnny Berry）
- Jackie Blanchflower [1]
- 比尔·福尔克斯
- Kenny Morgans
- Albert Scanlon
- 丹尼斯·维奥勒（Dennis Viollet） [2]
- Ray Wood
- Harry Gregg

- 博比·查爾頓爵士 (Sir Robert "Bobby" Charlton，球員)

### 其他

#### 已過世
- 馬特·巴斯比爵士 (Sir Matt Busby，領隊)
- Frank Taylor（記者）
- 占士·泰恩（James Thain，機師）
- George (Bill) Rodgers（無線電操作員）
- Peter Howard（攝影師）

#### 在世
- Ted Ellyard（攝影師）
- Vera Lukić及其女兒Venona（均為乘客，由機上的曼聯球員Harry Gregg協助救出)
- Miklos太太（罹難導遊Bela Miklos之妻子）
- N Tomašević（乘客）
- Rosemary Cheverton（空中服務員）
- Margaret Bellis（空中服務員）

## 空難後的曼聯
空難為當時的曼聯帶來沉重打擊：八名球員、一名教練及一名訓練員罹難，另外兩名球員亦因傷而被迫提早退休。領隊畢士比亦因受重傷而需留院兩個多月。當時很多人認為曼聯將因此而關門大吉，但在暫代領隊吉米·墨菲（Jimmy Murphy）教練的帶領下，以預備隊及青年軍球員為骨幹的曼聯仍能勉強完成該球季。空難後首場比賽更以3-0擊敗錫周三隊，而這場比賽的場刊本來載有曼聯球員名單的地方變成留白，因為當時球隊根本無法提供會披甲上陣的十一名球員的名字。
缺少了多名巴斯比寶貝及領隊馬特·巴斯比的曼聯在該屆聯賽表現差勁，卻能晉級足總杯決賽，但最終以0-2不敵保頓。翌季馬特·巴斯比復出領軍，並著手重組球隊，提拔喬治·貝斯特及丹尼斯·勞等多名優秀球員。這些新球員加上於空難中倖存的博比·查爾頓及比尔·福尔克斯等原有球員組成新一代陣容，並在空難十年後（即1968年）的歐洲冠軍球會杯決賽中擊敗葡萄牙球隊賓菲加，奪得球隊第一個歐洲冠軍球會杯殊榮。
直至現在，仍有部份對賽曼聯的球隊球迷重提該次空難或以手勢比劃模仿撞機，以嘲弄曼聯球迷，经常被各方谴责 。

## 紀念

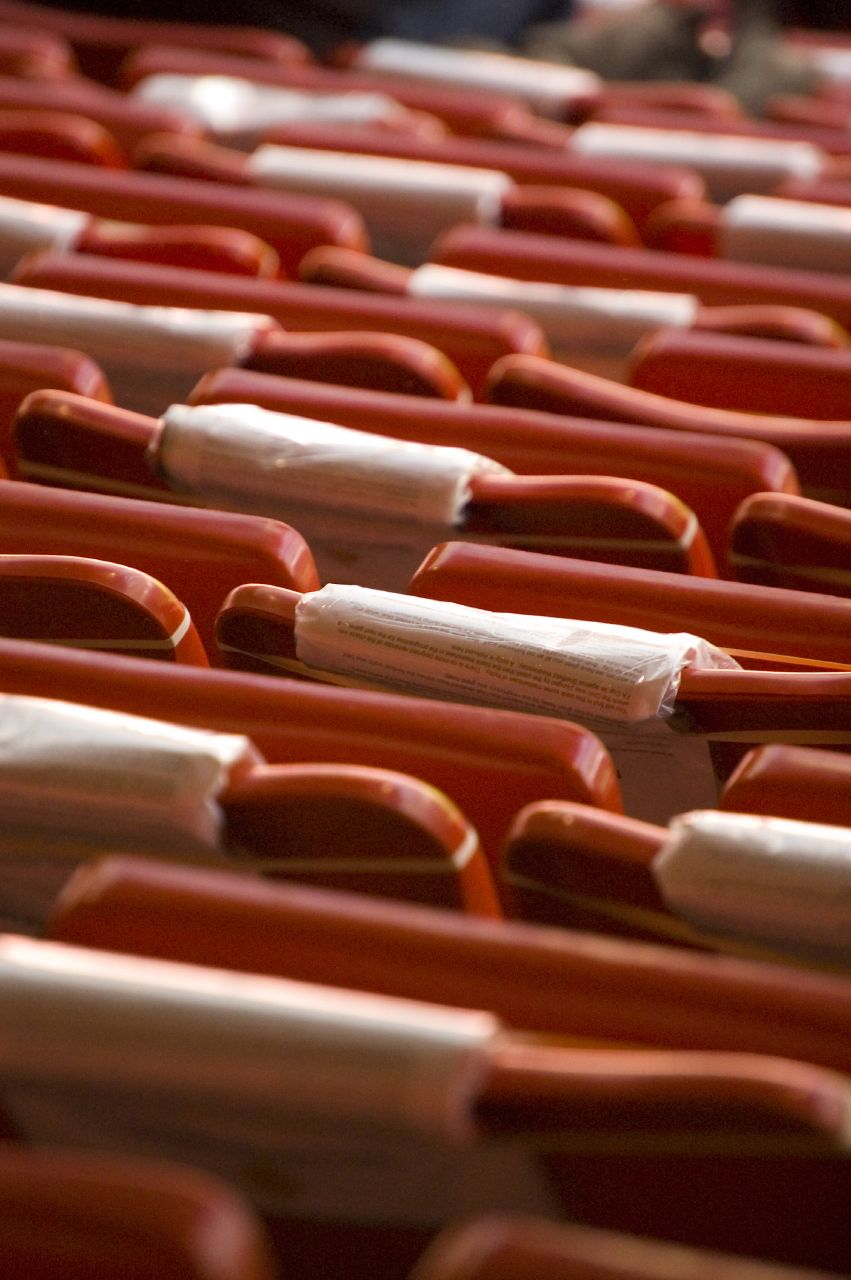
對曼城賽前場內每個座位上放置紀念圍巾

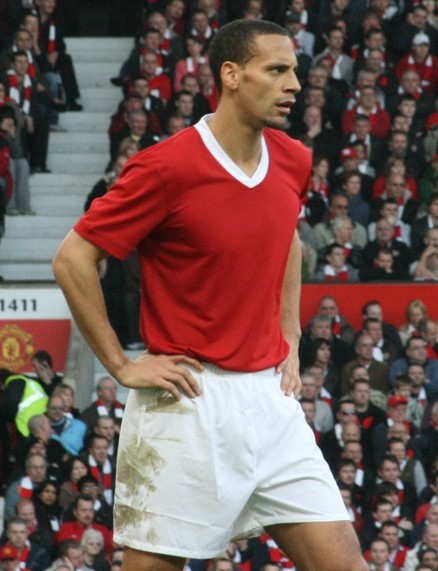
為紀念慕尼黑空難50周年，曼聯球員里奧·費迪南於2008年2月10日對賽曼城時穿上1950年代經典球衣

1998年2月6日慕尼黑空難40周年在曼徹斯特大教堂舉行紀念禮拜，當時及曾經效力曼聯的球員均有出席，在稍後於周六對博尔顿的比賽稍為延後，於下午三時零四分（即當年飛機撞毀的時間）默哀1分鐘後才開始比賽 。
2004年9月22日博比·查爾頓爵士往德國撞機現場主持紀念碑揭幕典禮，在此之前，現場僅放置一個花槽及小紀念牌 。
為紀念慕尼黑空難50周年，曼聯獲英超賽會批准，於2008年2月10日對賽曼城時穿上1950年代經典球衣，球衣沒有英超標誌、贊助商廣告及球員名字，背號則按傳統由1至11號排列。曼聯在老特拉福德球场南看台通道設立永久及免費的慕尼黑空難及巴斯比寶貝展覽。在2008年2月6日下午三時零四分，奧脫福球場亦有悼念儀式。同日在温布利球场舉行由英格蘭對瑞士的友誼賽，賽前亦有默哀儀式向遇難者致敬 。